# Bagtalelsens Gift
Bagtalelsens Gift er en dansk stum melodramafilm fra 1912 produceret af Nordisk Films Kompagni og instrueret af Valdemar Hansen efter eget manuskript.
Filmen havde dansk premiere den 4. november 1912 i Kosmorama i København og blev i tysktalende lande distribueret som Am Glück vorbei, i engelsktalende lande som ''The Clown's Revenge og i fransktalende lande som Le Vengeance Du Clown.

## Handling
Kunstcyklisten Gaumont, hans kæreste Baptista og makkeren Rosa kommer til byen med deres omrejsende cirkus. Rosa er hemmeligt forelsket i Gaumont, og til hendes store lykke får hun mulighed for at rejse alene videre med ham, da Baptista kommer til skade og bliver sengeliggende. I al hemmelighed kommer de to hinanden nærmere, men klovnen Pierre, der har set sig lun på Baptista, sladrer om turtelduerne for egen vindings skyld og tænder derved en fatal hævntørst i den forrådte.

## Medvirkende
- Henry Seemann, Gaumont, kunstcyklist
- Agnete Blom, Rosa, Gaumonts partner
- Aage Hertel, Klovnen Pierre
- Ebba Thomsen, Baptista, skolerytterske
- Otto Lagoni
- Christian Schrøder
- Ella Sprange
- Agnes Andersen
- Valda Valkyrien
- Johanne Krum-Hunderup